# Гамиях (Новострой)
Гамиях (лак. Гьамиящи) — село в Новолакском районе (на территории Новостроя) Дагестана.

## География
Расположено недалеко от побережья Каспийского моря, к северу от города Махачкала.
Ближайшие населённые пункты: на севере — село Дучи, на юге — село Тухчар.

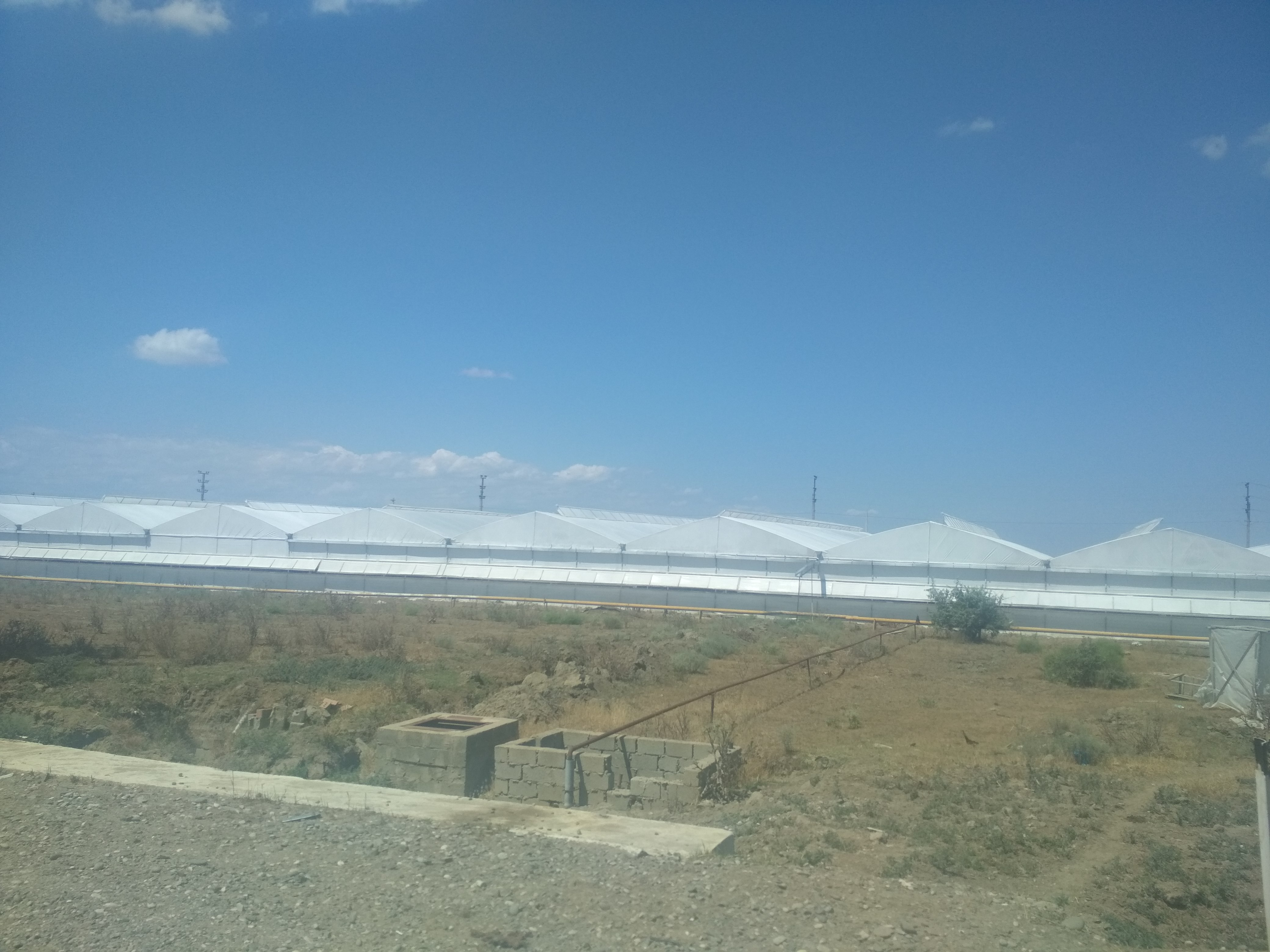
Парники в Гамияхе

## История
Основано для переселенцев из населённого пункта Гамиях Новолакского района, существует проект создания здесь Новолакского района.
В сентябре 1991 года на III съезде народных депутатов республики Дагестан было принято постановление о восстановлении Ауховского района и о переселении лакцев из Новолакского района к побережью Каспийского моря.